# Николай Абрамов
Николай Абрамов (на руски: Николай Абрамов) е съветски и руски футболист и треньор.

## Кариера

### Национален отбор
Абрамов прави своя дебют за националния отбор на СССР на 13 май 1972 г. Мачът е от Евро 1972, четвъртфинал срещу Югославия.
Умира на 6 август 2005 г. по време на ветерански турнир, проведен на стадион Локомотив, от остър инфаркт на футболното игрище.

## Отличия

### Отборни
Спартак Москва
- Съветска Висша лига: 1969
- Купа на СССР по футбол: 1971